# Ободовка (Житомирская область)
Ободо́вка (укр. Ободівка) — село на Украине, основано в 1770 году, находится в Коростенском районе Житомирской области.
Код КОАТУУ — 1823480811. Население по переписи 2001 года составляет 48 человек. Почтовый индекс — 11600. Телефонный код — 4133. Занимает площадь 0,496 км².

## История
В 1946 году указом Президиума ВС УССР село Буда-Ободзинская переименовано в Ободовку.

## Местная власть
11601, Житомирская область, Коростенский р-н, г. Малин.